# Rio Nan

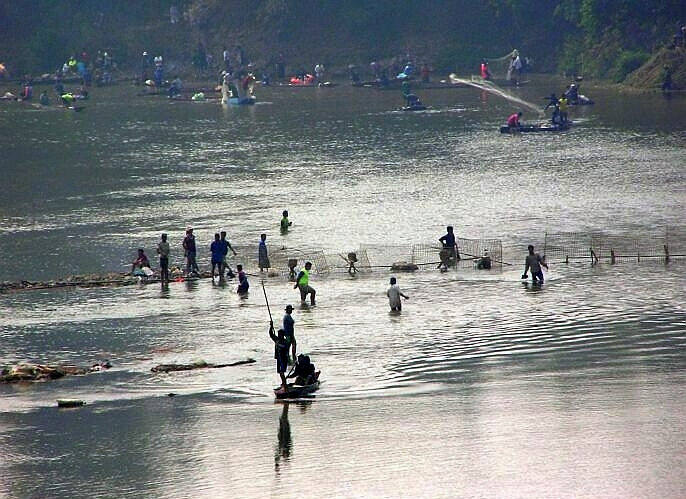
Uma comunidade inteira à pesca no rio Nan a um domingo, Tailândia

O rio Nan (em tailandês: แม่น้ำน่าน) é o maior afluente do rio Chao Phraya, na Tailândia.

## Geografia
O rio Nan localiza-se na Tailândia na província de Nan. Possui 740 km de comprimento e nasce nas montanhas Luang Phrabang. Este percorre pelas províncias de Uttaradit, Phitsanulok e Phichit. O rio Yom junta-se ao rio Nan no distrito de Chum Saeng, na província de Nakhon Sawan. O rio Nan encontra-se com o rio Ping em Pak Nam Pho na cidade Nakhon Sawan, convergindo-se no rio Chao Phraya. O rio Nan percorre cerca de 390 km a sul.